# Beudiu
Beudiu – wieś w Rumunii, w okręgu Bistrița-Năsăud, w gminie Nușeni. W 2011 roku liczyła 583 mieszkańców.